# 岡田光雄 (作家)
岡田 光雄（おかだ みつお、1931年（昭和6年）10月28日 - 2021年（令和3年）8月21日）は、日本のクイズ・パズル作家。筆名に岡田 話史がある。

## 経歴
東京生まれ。
東京都立青山高等学校を経て、神奈川大学法経学部を卒業。同時にクイズ・パズル作家となり、「楽しくなければクイズでない」を信条に、クロスワードパズル・漢字パズル・数学パズル・なぞなぞなど様々な分野の問題を作成している。
2021年8月21日、89歳で死去。

## 主な著書
- 『奇想天外IQクイズ』（実業之日本社、2005年）
- 『ボケないための四字熟語パズル』（PHP研究所、2005年）
- 『頭をやわらかくする大人の漢字パズル』（PHP研究所、2004年）
- 『頭をやわらかくする大人のクロスワードパズル』（PHP研究所、2004年）
- 『漢字の鉄人』（PHP研究所、1998年)
- 『さよなら名犬ワッシー』（葉文館出版、1998年）
- 『漢字の達人』（毎日新聞社、1995年）
- 『おもしろクロスワードパズル』（日本文芸社、1992年)
- 『ポケットクロスワード. おもしろ漢字編』（大陸書房、1990年)
- 『頭のよくなるひらめきパズル』（大陸書房、1990年)